# مرانگووو
مرانگووو (به لاتین: Mrągowo) یک منطقهٔ مسکونی در لهستان است که در شهرستان مرانگووو واقع شده‌است. مرانگووو ۱۴٫۸ کیلومتر مربع مساحت و ۲۱٬۷۷۲ نفر جمعیت دارد.

## خواهرخوانده
شهرهای لیمانووا، گرونبرگ، هسن و زلنوگرادسک خواهرخوانده‌های مرانگووو هستند.